# Juliusz Poniatowski

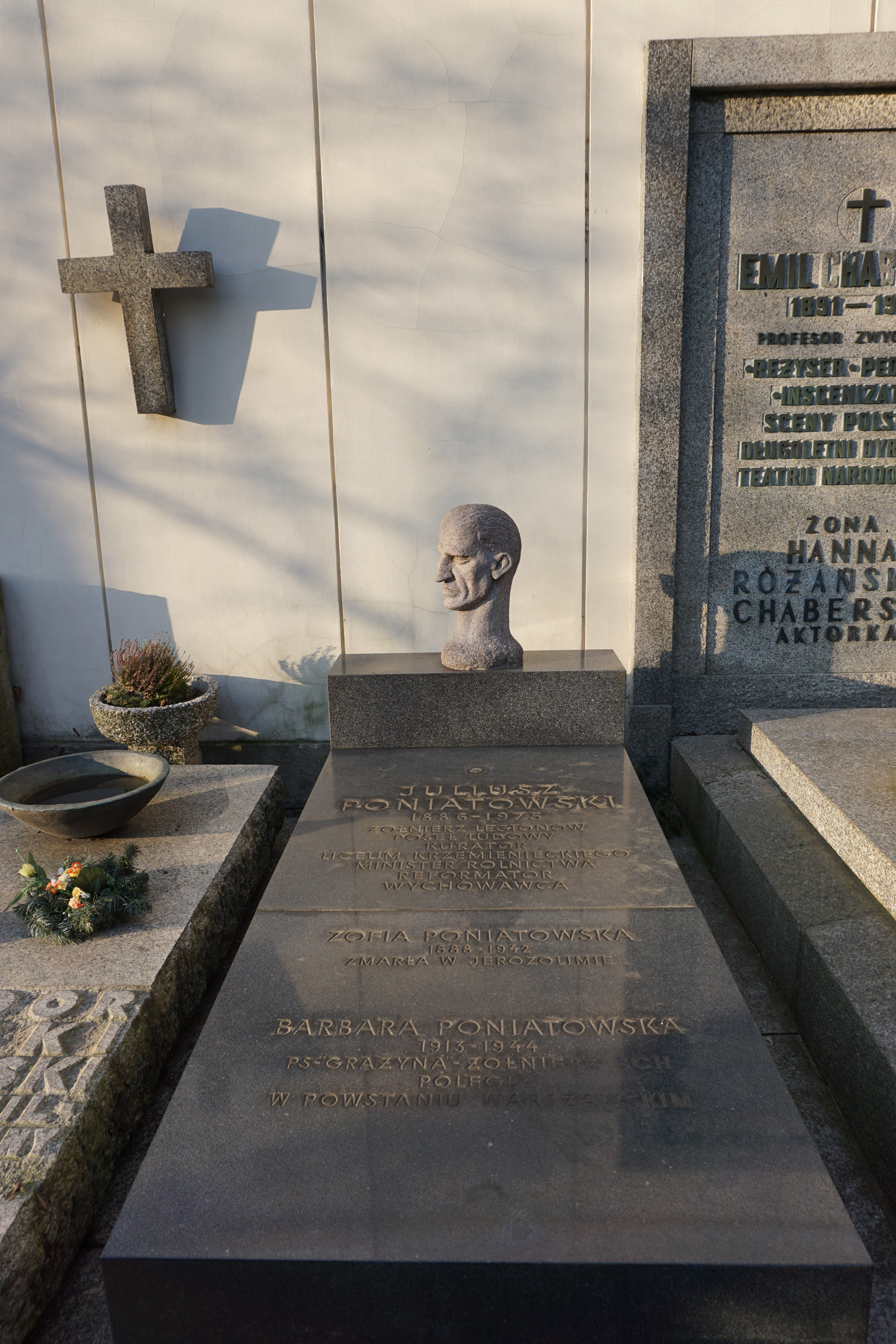
Grób Juliusza Poniatowskiego na cmentarzu Powązkowskim

Juliusz Poniatowski (ur. 17 stycznia 1886 w Petersburgu, zm. 16 listopada 1975 w Warszawie) – ekonomista polski, działacz ruchu ludowego i niepodległościowego, kawaler Orderu Virtuti Militari, od 1934 minister rolnictwa i reform rolnych II RP, wicemarszałek Sejmu, piłsudczyk związany z PSL „Wyzwolenie”, członek zarządu powołanego w Palestynie Związku Pracy dla Państwa. 

## Życiorys
Syn Kazimierza i Jadwigi z domu Wikszewskiej. Wychował się w Wilnie, gdzie uzyskał maturę w gimnazjum realnym. Ukończył Studium Rolnicze na Uniwersytecie Jagiellońskim w Krakowie. Studiował w Brukseli i Pradze; był członkiem „Strzelca”. Po powrocie do kraju od listopada 1914 walczył w 5 pułku piechoty I Brygady Legionów Polskich – wtedy też znalazł się w gronie współpracowników Józefa Piłsudskiego. Należał także do Polskiej Organizacji Wojskowej. 

7 maja 1922 odznaczono go orderem wojskowym „Virtuti Militari” V klasy, a we wniosku o jego nadanie, napisano m.in.:

W silnym ogniu piechoty i artylerji pod Łowczówkiem w roku 1914, przeprowadza szereg patroli bojowych i mimo ciężkich strat przez dwa dni utrzymuje stały kontakt z nieprzyjacielem. Dzięki jego akcji cały batalion zostaje uratowany po załamaniu się prawego skrzydła.

W 1915 przyczynił się do powstania PSL „Wyzwolenie” – odegrał znaczącą rolę w kształtowaniu programu agrarnego Stronnictwa. Od 1917 zasiadał w zarządzie głównym, a w latach 1918–1926 był wiceprezesem partii. Członek Centralnego Komitetu Narodowego w Warszawie (VII 1916 – V 1917). Był jednym z czołowych działaczy Komisji  Porozumiewawczej Stronnictw Demokratycznych. Był posłem na Sejm Ustawodawczy oraz I kadencji w latach 1919–1927, a także sześciokrotnie ministrem rolnictwa: w Tymczasowym Rządzie Ludowym Republiki Polskiej w Lublinie, w pierwszym rządzie Witosa, w rządach Kozłowskiego, Sławka, Zyndrama-Kościałkowskiego i Sławoja Składkowskiego. W latach 1922–1927 piastował stanowisko wicemarszałka Sejmu I kadencji. Później wystąpił z PSL „Wyzwolenie”.
W latach 1922–1924 twórca szkoły rolniczej w Czarnocinie. W latach 1927–1934 kurator Liceum Krzemienieckiego, następnie od 1934 do 1935 na podobnym stanowisku w Gimnazjum i Liceum im. Sułkowskich w Rydzynie. Od września 1939 do grudnia 1957 przebywał na emigracji (jako Onufry Zawada) w Turcji, Palestynie, Rzymie, Paryżu i w Wielkiej Brytanii. Po powrocie do kraju związany z PAN, SGGW i ART w Olsztynie. Jest pochowany na cmentarzu Powązkowskim (kwatera: Aleja Zasłużonych 1-151).
Jego bratem stryjecznym był Józef Maria Poniatowski.

### Życie prywatne
Żoną Juliusza Poniatowskiego była Zofia Pohoska (1888–1942), która studiowała w Brukseli i Lozannie z Marią Dąbrowską. 13 marca 1913 roku urodziła się ich córka Barbara, zamordowana w czasie powstania warszawskiego.

## Ordery i odznaczenia
- Krzyż Srebrny Orderu Wojskowego Virtuti Militari nr 6629 – 17 maja 1922[4][12][3]
- Krzyż Komandorski z Gwiazdą Orderu Odrodzenia Polski – 10 listopada 1927[13]
- Krzyż Walecznych trzykrotnie[3]
- Odznaka „Za wierną służbę”[3]